# 冉家蛮
冉家蠻，是歷史上分佈在重慶東南、貴州東北的一個族群，族譜記載是冉閔的後代，但是卻被清朝地方誌記載為冉家蠻。
清中期後冉家蠻已完全為漢族同化，但在上世紀80年代後被認定為土家族。

## 歷史
《周書》記載：“蠻者，盤瓠之後，族類蕃衍，散處江、淮之間，汝、豫之郡。憑險作梗，世為寇亂。逮魏人失馭，其暴滋甚。有冉氏、向氏、田氏者，陬落尤盛，餘則大者萬家，小者千戶，更相崇樹，僭稱王侯，屯據三峽，斷遏水路，荊、蜀行人至有假道者。”可知今天的鄂東地區很早就有冉氏土著居民，但他們是否與明清時川東南黔東北的冉家蠻有關係則無從考證。
冉家蠻的分佈地區元朝以前同屬於思州，唐、五代、北宋時期均在田氏的領導之下，冉氏土司是思州田氏手下的一個“副”職。南宋初年，冉仁才的子孫到了冉守忠一代，他的勢力日漸強大，最終擺脫了田氏的束縛。田祐恭於大觀元年（1107）歸順宋朝，冉萬要為田祐恭之副將。宋建炎三年（1129年）酉陽王闢叛亂，“酉陽蠻”起而響應，聲勢震動。田祐恭派冉萬要前去討平，俘降數萬人，冉萬要從此名聲大震，萬要凱奏高宗，高宗大喜，賜萬要名守忠，授予御前兵馬使，領酉陽寨知寨。
但歷史上叱吒古思州地區近千年的冉氏土司一族是否是冉家蠻人還無從考證，少數民族隨土司的漢姓是一個常見的現象。 因此，不能簡單地把這一地區的冉氏都視作冉家蠻的後代。 
明清時，地方誌中出現了對冉家蠻這一族群的單獨記載。

## 生活
喜漁好獵，以得魚蝦為美食，其俗与蠻人相似（《百苗圖》中的蠻人應為布依族一支）。在清中期時，服裝仍為類似明代服裝的交衽。

## 民族認定
冉家蠻在晚清時已沒有任何區別於當地新漢族移民（指明清後的移民）的特徵，但在上世紀80年代當時領導人提出優惠少數民族政策後，重新有數十萬冉氏人被認定為少數民族，但其認定存在諸多問題，譬如冉家蠻據史書記載為漁獵民族，傍水而居，生活方式接近蠻人（侗臺語民族），從傳世畫作上看其椎髻的髮型和身上的短衣都極類今天的侗族，但卻被認定為藏緬語族的農耕民族土家族；還有簡單地以姓定族，甚至認為冉氏土司一脈為最正宗的冉家蠻，都留下了諸多問題。